# عملية بارافان
كانت عملية بارافان غارة جوية بريطانية خلال الحرب العالمية الثانية ألحقت أضرارًا جسيمة بالبارجة الألمانية تيربيتز، الراسية في كافجورد في أقصى شمال النرويج التي كانت تحت الاحتلال الألماني. شُنّ الهجوم في 15 سبتمبر 1944 بواسطة 21 قاذفة ثقيلة تابعة لسلاح الجو الملكي البريطاني، انطلقت من مطار في شمال الاتحاد السوفيتي. أُصيبت البارجة بقنبلة واحدة، ولحقت بها أضرار إضافية نتيجة عدة حوادث كادت أن تصيبها. جعل هذا الضرر تيربيتز غير صالحة للقتال، ولم يعد من الممكن إصلاحها إذ لم يعد بإمكان الألمان إبحارها إلى ميناء رئيسي.
جاء الهجوم في 15 سبتمبر بعد سلسلة من الغارات التي شنتها طائرات حاملة الطائرات التابعة للبحرية الملكية البريطانية ضد تيربيتز بنجاح محدود بين أبريل وأغسطس 1944، سعيًا لإغراق أو تعطيل البارجة في رسوها، حتى لا تشكل تهديدًا لقوافل الحلفاء المتجهة من وإلى الاتحاد السوفيتي. كانت أولى هذه الغارات ناجحة، لكن الهجمات الأخرى فشلت بسبب أوجه القصور في طائرات الضربة التابعة لسلاح الجو الأسطول والدفاعات الألمانية الهائلة. ونتيجة لذلك، أُوكلت مهمة مهاجمة البارجة إلى قيادة القاذفات التابعة لسلاح الجو الملكي البريطاني. حلقت قاذفات أفرو لانكستر من سربين النخبة التابعين للقيادة إلى مطارها المؤقت في الاتحاد السوفيتي ليلة 11/12 سبتمبر، وهاجمت في 15 سبتمبر باستخدام القنابل الثقيلة والألغام التي أسقطت جوًّا. عادت جميع الطائرات البريطانية إلى القاعدة، على الرغم من أن إحدى طائرات لانكستر تحطمت لاحقًا أثناء عودتها إلى المملكة المتحدة.
بعد عملية بارافان، قرر قائد البحرية الألمانية استخدام تيربيتز كبطارية مدفعية ثابتة لحماية مدينة ترومسو. لم يتمكن الحلفاء من تحديد مدى الضرر الذي لحق بالسفينة الحربية، فشنوا غارتين ثقيلتين إضافيتين عليها في أواخر عام 1944، هما عملية أوبفيات في 29 أكتوبر، وعملية كاتيكزم في 12 نوفمبر. أُغرقت تيربيتز مع خسائر فادحة في الأرواح خلال الهجوم الثاني.

## الخلفية
منذ أوائل عام 1942، شكّلت تيربيتز تهديدًا كبيرًا لقوافل الحلفاء التي تنقل الإمدادات عبر بحر النرويج إلى الاتحاد السوفيتي. بفضل تمركزها في المضايق على الساحل النرويجي، كانت البارجة قادرة على سحق قوات الحراسة القريبة لقوافل القطب الشمالي أو التسلل إلى شمال الأطلسي. ونظرًا لتفوق أساطيل الحلفاء، نادرًا ما أبحرت تيربيتز في البحر، ولم تُجرِ سوى ثلاث عمليات قتالية قصيرة في بحر النرويج خلال مسيرتها. احتاج الحلفاء إلى الاحتفاظ بقوة كبيرة من السفن الحربية مع الأسطول البريطاني لمواجهة التهديد الذي شكلته، ورافقت السفن الحربية الرئيسية معظم القوافل في جزء من الطريق إلى الاتحاد السوفيتي.
نفذت قاذفات ثقيلة تابعة لسلاح الجو الملكي سلسلة من الغارات الفاشلة على تيربيتز بعد وقت قصير من وصول البارجة إلى النرويج من ألمانيا في يناير 1942. كانت تيربيتز متمركزة في البداية في فيتنفيورد بالقرب من تروندهايم، والتي كانت تقع ضمن مدى القاذفات البريطانية التي كانت تحلق من اسكتلندا. شملت الغارة الأولى في 30 يناير تسع قاذفات من طراز هاندلي بيج هاليفاكس وسبع قاذفات من طراز شورت ستيرلنج. ونظرًا للسُحب فوق منطقة الهدف، لم تتمكن سوى واحدة من القاذفات من رصد تيربيتز ولم تلحق أي منها أضرارًا. وتحطمت إحدى طائرات هاليفاكس في البحر في طريق عودتها إلى اسكتلندا وأُنقذ طاقمها. وقعت الغارة التالية على فيتنفيورد في 30 مارس، حيث ضمت القوة المهاجمة 33 طائرة هاليفاكس. وقد أحبطت العملية مرة أخرى بسبب السحب الكثيفة فوق منطقة الهدف. وأسقطت أربع طائرات هاليفاكس وتحطمت اثنتان أخريان أثناء عودتهما إلى القاعدة. شُنّ هجوم آخر بواسطة 30 طائرة هاليفاكس و11 طائرة أفرو لانكستر ليلة 27/28 أبريل. حددت طائرات الموجة الأولى موقع تيربيتز وهاجمته، لكن لم تُلحق أي أضرار، وخسرت خمس قاذفات. نُفذت الغارة الأخيرة في هذه السلسلة في الليلة التالية، وشاركت فيها 21 طائرة هاليفاكس و12 طائرة لانكستر. وجد المهاجمون تيربيتز مغطاة بستار دخاني واقٍ، ونجت البارجة الحربية مرة أخرى من الضرر؛ ودُمّرت طائرتان بريطانيتان.

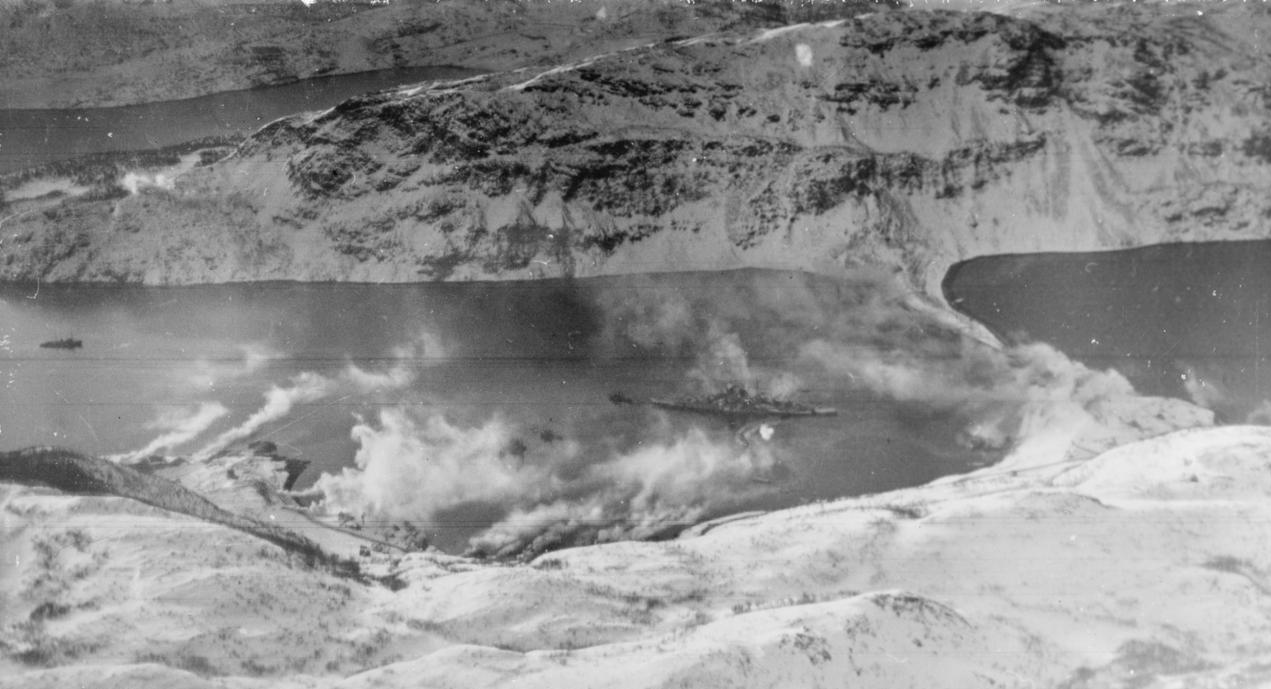
صورة استطلاعية جوية بريطانية لسفينة تيربيتز راسية في كافجورد شمال النرويج. لم تحجبها بعد مولدات الدخان الاصطناعية على شواطئ المضيق.

طُورت خطط لمزيد من الهجمات بالقاذفات الثقيلة على تيربيتز طوال عام 1942، ولم يحدث أي منها. كان أحد الخيارات التي نُظر فيها هو انطلاق القاذفات من قاعدة في شمال الاتحاد السوفيتي ولكن رأى المخططون أن هذا غير عملي حيث لم يكن معروفًا سوى القليل عن مدى ملاءمة المطارات السوفيتية للقاذفات الثقيلة. عمل سربان من قاذفات الطوربيد التابعة لقيادة سلاح الجو الملكي البريطاني الساحلية هاندلي بيج هامبدن من فاينجا في شمال روسيا خلال منتصف سبتمبر 1942 لمواجهة تيربيتز أو أي سفن حربية ألمانية أخرى حاولت مهاجمة قوافل الحلفاء ولكن هذه الطائرات لم تتصل بالسفينة.
وُضعت خطط أخرى لشن هجمات جوية على تيربيتز خلال عام 1943، لكن لم يُنفذ أي منها. وخلال عامي 1942 و1943، حاول المخترع البريطاني بارنز واليس تطوير نسخة من "قنبلته المرتدة" لاستخدامها ضد تيربيتز إلى جانب الأسلحة الأكبر حجمًا التي استُخدمت لمهاجمة العديد من السدود الألمانية خلال عملية "تشاستيس" في 16/17 مايو 1943. تأسس السرب رقم 618 في أبريل 1943، وجُهز بقاذفات قنابل طراز دي هافيلاند موسكيتو لهذا الهجوم، لكن تجارب قنابل "هاي بول" المرتدة خلال العام باءت بالفشل، وجرى التخلي عن الخطة في سبتمبر. نُقلت تيربيتز إلى قاعدة جديدة في كافجورد في أقصى شمال النرويج في أواخر مايو 1943. كان هذا المرسى محميًّا جيدًا، حيث تضمنت الدفاعات معدات قادرة على توليد ستار دخاني صناعي بسرعة، بالإضافة إلى العديد من المدافع المضادة للطائرات الموجودة في بطاريات الشاطئ والسفن الحربية. خلال شهر يونيو عام 1943، تم النظر في مهاجمة البارجة بقاذفات القنابل الثقيلة طراز وينج بي-17 فلاينج فورتريس التابعة للقوات الجوية للجيش الأمريكي. كانت هذه الطائرات ستحلق من المملكة المتحدة إلى كافجورد، وتهبط في الاتحاد السوفيتي ثم تنفذ هجومًا آخر على تيربيتز في رحلة العودة. وقد اعتبر سلاح الجو الملكي البريطاني هذه المهمة غير عملية حيث كان من المتوقع أن تهاجم الطائرات المقاتلة الألمانية القاذفات وأن تكون كافجورد مغطاة بستار دخاني بحلول الوقت الذي تصل فيه فوق منطقة الهدف. كان الهجوم الوحيد الذي شنته طائرات برية على تيربيتز في كافجورد قبل سبتمبر عام 1944 غارة صغيرة نفذتها 15 قاذفة سوفيتية ليلة 10/11 فبراير عام 1944، لكنها لم تلحق أي ضرر بالسفينة الحربية.
هاجمت البحرية الملكية تيربيتز في كافجورد من سبتمبر 1943 حتى أغسطس 1944. في 23 سبتمبر 1943، اخترقت أطقم غواصتين قزمتين بريطانيتين الدفاعات حول البارجة أثناء عملية المصدر، ووضعت شحنات متفجرة في الماء تحتها. تسبب هذا الهجوم في أضرار جسيمة لتيربيتز، مما جعلها خارج الخدمة لمدة ستة أشهر. المزيد من هجمات الغواصات القزمة لم تكن ممكنة ونُفذت غارة جوية تسمى عملية التنجستن بواسطة حاملات الطائرات التابعة للبحرية الملكية في 3 أبريل 1944 مع اقتراب إصلاحات البارجة من الاكتمال. لم تتكبد تيربيتز أضرارًا جسيمة في هذه العملية ولكنها كانت خارج الخدمة لعدة أشهر أخرى أثناء اكتمال الإصلاحات. قامت الأسطول المحلي بمهاجمة كافجورد في أربع مناسبات أخرى بين أبريل ويوليو؛ أحبطت جميع هذه العمليات، باستثناء الأخيرة، بسبب سوء الأحوال الجوية، ولم تُلحق غارة عملية ماسكوت في 17 يوليو أي أضرار بتيربيتز. وشُنت أربع هجمات أخرى لحاملة الطائرات استهدفت تيربيتز بين 22 و29 أغسطس خلال عملية جودوود، لكنها لم تُسفر إلا عن أضرار طفيفة بالسفينة الحربية.

## التخطيط
عزا كبار ضباط البحرية الملكية فشل الغارات التي أجريت بين أبريل وأغسطس 1944 إلى أوجه القصور في طائرة الهجوم الرئيسية لسلاح الأسطول الجوي، وهي طائرة فيري باراكودا. وعلى الرغم من نجاح عملية تنجستن لأن الألمان فوجئوا، إلا أن السرعة البطيئة لطائرات باراكودا خلال الغارات اللاحقة منحت المدافعين عن كافجورد وقتًا لتغطية المنطقة بالدخان الاصطناعي قبل وصول الطائرات البريطانية فوق منطقة الهدف. وعلاوة على ذلك، لم تتمكن طائرات باراكودا من حمل قنابل كبيرة بما يكفي لإلحاق أضرار جسيمة بتربيتز عند تحقيق الضربات. ونتيجة لذلك، قبل وبعد عملية جودوود، نُظر في استخدام طائرات موسكيتو لمهاجمة البارجة؛ وبموجب الخطط الأولية التي طورت في منتصف أغسطس، كان من المقرر إطلاق هذه الطائرات من حاملات الطائرات ومهاجمة تيربيتز بقنابل خارقة للدروع وزنها 2,000-رطل (910 كـغ) أو 4,000-رطل (1,800 كـغ) قبل الهبوط في شمال روسيا. لم تسفر هذه المقترحات عن شيء حيث لم يكن القائد الأعلى لقوات الحلفاء، الجنرال دوايت د. أيزنهاور، راغبًا في إطلاق أي طائرات موسكيتو في يوليو،[ ملاحظة 1 ] وفي أغسطس، حُكم أيضًا على طائرات موسكيتو بأنها بطيئة للغاية بحيث لا يمكنها الوصول بنجاح إلى كافجورد من حاملات الطائرات قبل أن يغطيها الدخان.
في أغسطس، بدأت قيادة قاذفات سلاح الجو الملكي البريطاني، التي كانت تسيطر على قاذفات القنابل الثقيلة التابعة للقوة، في وضع خطط لضرب تيربيتز في كافجورد. وخلال اجتماع عقد في 28 أغسطس بين رئيس قيادة القاذفات، المارشال الجوي السير آرثر هاريس، ونائب رئيس أركان القوات الجوية المارشال الجوي دوجلاس إيفيل، لمناقشة جدوى إرسال طائرات موسكيتو ضد كافجورد، صرح هاريس أنه أعد خطة لمهاجمة البارجة بقاذفات لانكستر. وبموجب هذه الخطة، كان من المقرر أن تغادر 24 طائرة لانكستر قاعدة في أقصى شمال اسكتلندا، وتقصف تيربيتز ، وتعود إلى مهبط طائرات في جزر شيتلاند. وإذا حُكم على رحلة العودة بأنها مستحيلة، فإن القاذفات ستهبط بدلًا من ذلك في مورمانسك في شمال روسيا قبل العودة إلى المملكة المتحدة. وقد اتصل موظفو قيادة القاذفات بالمسؤولين السوفييت بشأن العنصر الأخير من الخطة، وخلصوا إلى أنه سيكون ممكنًا. نظرًا لطبيعة المهمة المعقدة، قامت وحدتا المهام الخاصة النخبويتان التابعتان لقيادة القاذفات، وهما السربان رقم 9 ورقم 617، بتنفيذ الهجوم. قُبل هذا الاقتراح، ووافق عليه مقر قيادة أيزنهاور في 5 سبتمبر.
كُلفت المجموعة رقم 5 بمسؤولية التخطيط للهجوم على تيربيتز في أواخر أغسطس. حكم ضباط أركان المجموعة أنه من الضروري للغارة أن تفاجئ المدافعين عن كافجورد حتى لا تُغطى البارجة بالدخان بحلول الوقت الذي وصلت فيه لانكستر. نظرًا لأن الطرق البحرية المؤدية إلى المضيق كانت مغطاة بشبكة رادار شاملة، قرر المخططون أن تقترب قوة الهجوم من المنطقة برًّا من الجنوب الشرقي وبسرعة عالية للحد من وقت تحذير المدافعين إلى ثماني دقائق أو أقل. نظرًا لصعوبة إتلاف البارجة المدرعة بشدة، كان السلاح الرئيسي المختار لهذه العملية هو قنبلة تالبوي، وهي الأكبر في الخدمة آنذاك مع سلاح الجو الملكي البريطاني والقادرة على اختراق الأهداف المحمية جيدًا. كان من المقرر تسليح بعض القاذفات بألغام "جوني ووكر" (المعروفة عادةً باسم "JW")، والتي صُممت لإسقاطها من الطائرات والتحرك عبر الماء بالغوص السريع والصعود إلى السطح حتى تصيب هدفها. وقد استخدم السرب رقم 617 بنجاح ألغام تالبوي ضد الأنفاق وغيرها من المنشآت، ولكن لم تُستخدم الألغام في القتال، وكان هاريس والعديد من كبار ضباط سلاح الجو الملكي البريطاني متشككين في فعاليتها.

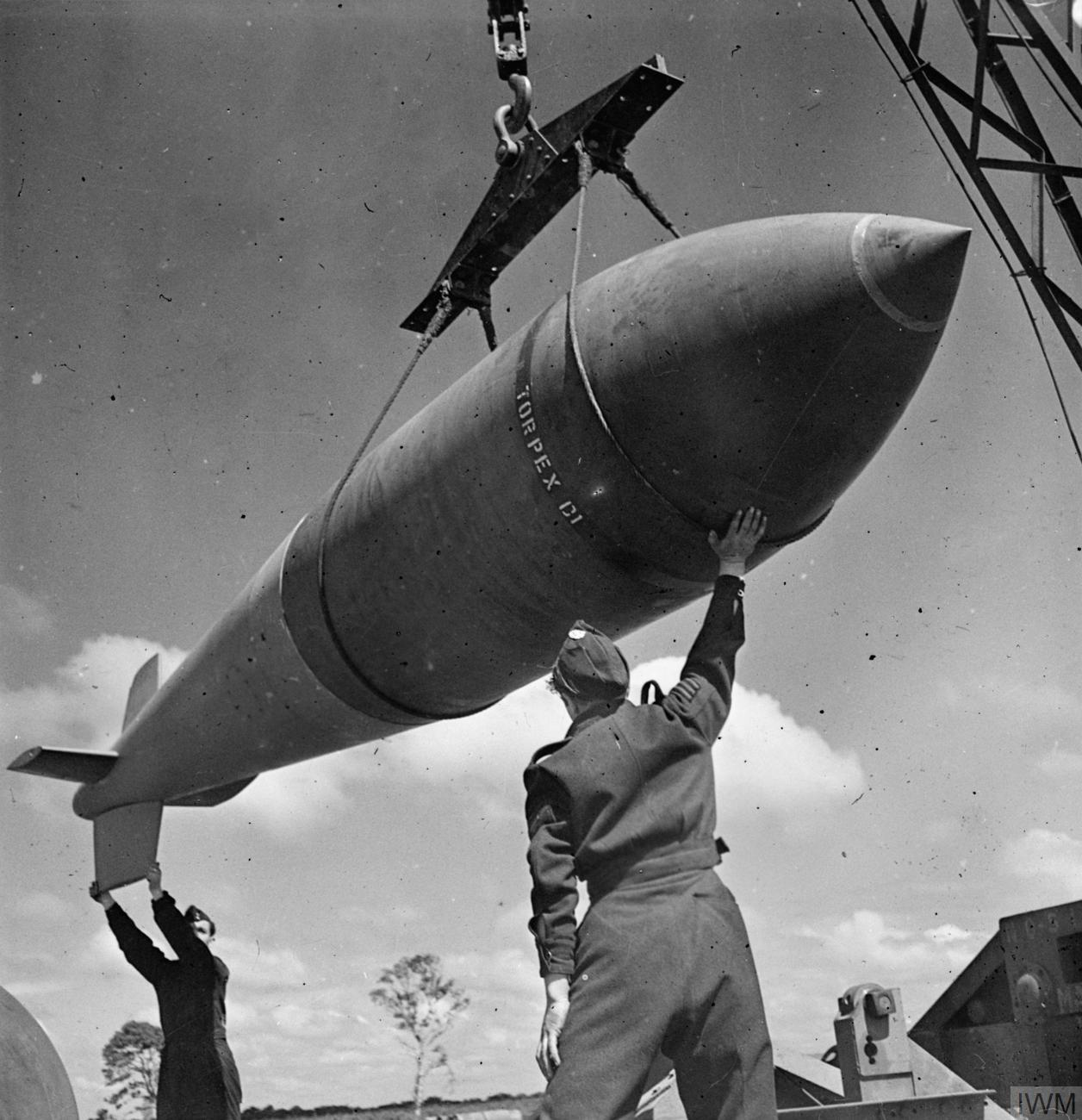
قنبلة تالبوي تُرفع من مكب قنابل قبل استخدامها في غارة عام 1944

وبما أن الرحلات التجريبية التي أجراها السرب رقم 617 أثبتت استحالة القيام برحلة عودة إلى كافجورد من اسكتلندا، وأن تقييمًا للمهبط الرئيسي في شتلاند حدد أنه غير مناسب لطائرات لانكستر، فقد رأى ضباط أركان المجموعة رقم 5 أنه من الضروري للطائرات التزود بالوقود في الاتحاد السوفيتي. ووجد التحقيق التفصيلي للمهبطات بالقرب من مورمانسك أنها كانت في أحسن الأحوال هامشية بالنسبة للقاذفات الثقيلة ولم يكن بها أي أماكن إقامة أو مرافق خدمة طائرات تقريبًا. وعلاوة على ذلك، كانت المهبطات عرضة للهجوم من المقاتلات التي تعمل من القواعد الألمانية القريبة. وبدلًا من ذلك، تقرر أن تحلق قوة الهجوم فوق شمال السويد وفنلندا بعد غارة كافجورد والتزود بالوقود في مهبط ياجودنيك، الذي كان على جزيرة بالقرب من أرخانجيلسك. وقد قبلت وزارة الطيران هذه الخطة في 6 سبتمبر. عرض الطيران البحري السوفيتي مهاجمة قواعد المقاتلات الألمانية في نفس الوقت الذي وصلت فيه القاذفات البريطانية فوق منطقة الهدف، لكن المجموعة رقم 5 رفضت هذا الاقتراح وطلبت ألا تحلق الطائرات السوفيتية بالقرب من كافجورد، لتجنب تنبيه الألمان. وفي أوائل سبتمبر أيضًا، أجرت خمس طائرات من السرب رقم 192، المتخصص في مراقبة رادارات العدو، طلعات جوية لتحديد مواقع محطات الرادار الألمانية في شمال النرويج وتحديد أي ثغرات في تغطيتها.
أصدر المجموعة رقم 5 أمر العملية الذي يحدد كيفية إجراء الغارة في 7 سبتمبر. وذكر أنه يُعتقد أن كافجورد محمي بواسطة 16 مدفعًا ثقيلًا و16 مدفعًا خفيفًا مضادًا للطائرات، بالإضافة إلى تيربيتز، وأن المدافعين استغرقوا عشر دقائق لتغطية البارجة بستار دخاني. كان من المقرر تنظيم قوة الهجوم في مجموعتين. كان من المقرر أن تستمر القوة أ، التي تضم اثنتي عشرة طائرة لانكستر من السرب رقم 9 وعددًا متساويًا من السرب رقم 617 مسلحة بلغم طويل واحد لكل منهما، إلى ياجودنيك بعد القصف. كان من المقرر أن تتكون القوة ب من ست طائرات لانكستر من كل سرب مسلح باثني عشر لغمًا من نوع JW وتعود مباشرة إلى اسكتلندا أو جزر شيتلاند. سترافق طائرة لانكستر من وحدة أفلام سلاح الجو الملكي البريطاني، والتي كانت ملحقة بالسرب رقم 463 التابع لسلاح الجو الملكي البريطاني، القوة ب وتعود أيضًا إلى المملكة المتحدة بعد أن تكمل القاذفات هجومها. كان من المقصود أن يُنفَّذ الهجوم في وضح النهار، وأن تتجمع طائرات لانكستر في تشكيلات بالقرب من كافجورد قبل الهجوم. إذا غطت السحابة أو الدخان المضيق، أُمرت القوة أ بعدم إسقاط قنابلها القيمة والاستمرار في التقدم نحو ياجودنيك. وُجهت القوة ب لإسقاط ألغام JW بغض النظر عن الغطاء السحابي أو الدخاني طالما يمكن تحديد نقطة الهدف. كان على مجموعة الهجوم بأكملها الحفاظ على الصمت اللاسلكي الصارم. كُلفت طائرتي نقل من طراز Consolidated B-24 Liberator من السرب رقم 511 بنقل أفراد الصيانة والإمدادات من المملكة المتحدة إلى ياجودنيك، وستقوم طائرة موسكيتو المجهزة لمهام الاستطلاع الفوتوغرافي من السرب رقم 540 بالاستطلاع أمام قوة الهجوم. أُطلع جميع أفراد الطاقم الجوي على هذه الخطة في 8 أو 9 سبتمبر. عُيّن قائد المجموعة سي سي ماكمولين، قائد قاعدة باردني الجوية التابعة للسرب رقم 9، قائدًا عامًا للوحدة. واختير قائد السرب رقم 617، قائد الجناح "ويلي" تايت، لقيادة القوة الضاربة.
لتقديم تقارير الطقس وتقييم الأضرار من كافجورد، ظهرت الحاجة إلى عملاء على الأرض، ولكن آخر مجموعة راديو في المنطقة تسللت في مايو 1944. حدثت أول محاولة لإعادة تأسيس وجود بالقرب من تيربيتز في أغسطس 1944، عندما أُرسل عميل من جهاز المخابرات السرية النرويجي (SIS) إلى قرية ألتا القريبة. [ ملاحظة 2 ] تسلل العميل بجهاز إرسال لاسلكي يحمل الاسم الرمزي "Sinding" من السويد المحايدة، ولكنه تمكن فقط من بدء عمليات الإرسال إلى المملكة المتحدة في 22 سبتمبر، وهو وقت متأخر جدًا لمرحلة التحضير للعملية. في محاولة ثانية لإنشاء مجموعة عملاء في المنطقة، أُنزل عملاء جهاز المخابرات السرية النرويجيين كنوت مو وأنتون أريلد بالمظلات في البرية بين كافجورد وألتا في 8 سبتمبر بواسطة عملية كاربتباجر ليبيريتور الأمريكية. أثناء الإنزال، انفصل العملاء عن معظم معداتهم، باستثناء جهاز الإرسال اللاسلكي. بدون أسلحة ومعدات، أُجبر العملاء على الانتقال إلى قرية بوسيكوب، حيث كانت تعيش والدة مو. كان جهاز الإرسال اللاسلكي الذي يديره فريق جهاز المخابرات السرية، والذي يحمل الاسم الرمزي "Aslaug"، جاهزًا للعمل بحلول 13 سبتمبر، حيث كان يرسل تقارير الطقس إلى المملكة المتحدة كل ساعتين. بالإضافة إلى الإبلاغ عن الطقس، أرسل مو وأريلد تقييمات لاسلكية للأضرار التي لحقت بتيربيتز في الهجمات الجوية التي سبقت عملية بارافان. ساعدت جهات اتصال محلية العملاء في التجسس على تيربيتز قبل وبعد هجوم 15 سبتمبر. وبحلول وقت الهجوم، كان مو وأريلد قد أنشأوا مركز مراقبة يطل على ' تيربيتز في كافجورد.

## الاستعدادات
وُضعت قوة الهجوم في حالة تأهب لشن ما سُمي بعملية بارافان في 8 سبتمبر. كان الطقس الجيد ضروريًا للعملية، وانتظر الطيارون في قواعدهم الرئيسية طوال اليومين التاليين حيث كانت التوقعات الجوية غير مواتية. في هذه الأثناء، واصلت وزارة الطيران والمجموعة رقم 5 وضباط الاتصال العسكري البريطاني في الاتحاد السوفيتي العمل مع المقر السوفيتي المعني لإتمام ترتيبات رحلة القوة "أ" من النرويج إلى ياجودنيك.
أشارت التوقعات اللاحقة إلى أن الأحوال الجوية في كافجورد كانت تتغير بسرعة، وفي صباح الحادي عشر من سبتمبر، رأى هاريس أنه من غير المجدي إطلاق القاذفات من اسكتلندا مع الثقة بأن كافجورد ستكون خالية من الغيوم بحلول وقت وصولها. وبناءً على ذلك، قرر تغيير خطط العملية، حيث توجهت جميع القاذفات الآن إلى ياجودنيك أولًا وشنت الهجوم من ذلك المطار. أمر هاريس قوة الهجوم بالمغادرة بعد ظهر ذلك اليوم، قبل إبلاغ وزارة الطيران أو السوفييت بتغيير الخطط.
بدأت السربان البريطانيان للقاذفات في الإقلاع في الساعة الخامسة مساءً بالتوقيت المحلي. أرسل السرب رقم 9 18 طائرة لانكستر من قاعدة سلاح الجو الملكي البريطاني باردني وغادرت 20 طائرة لانكستر من السرب رقم 617 من قاعدة سلاح الجو الملكي البريطاني وودهول سبا. سُلحت 26 طائرة لانكستر ببنادق طويلة والباقي بألغام JW. كما غادرت وحدة الأفلام لانكستر أيضًا باردني وعلى متنها ثلاثة مصورين من سلاح الجو الملكي البريطاني بالإضافة إلى صحفي من وكالة أسوشيتد برس ومراسل إذاعي من هيئة الإذاعة البريطانية. غادرت طائرات ليبراتور باردني قبل القاذفات مباشرة، وعلى متنها ماكمولين وأفراد الصيانة وقطع الغيار. غادر السرب رقم 540 موسكيتو باردني في اليوم التالي. وعلى الرغم من عدم إخطارهم بالخطة الجديدة إلا بعد نقل جميع طائرات لانكستر جوًّا، فقد وافق الجيش السوفيتي بسرعة على الترتيبات المتغيرة.

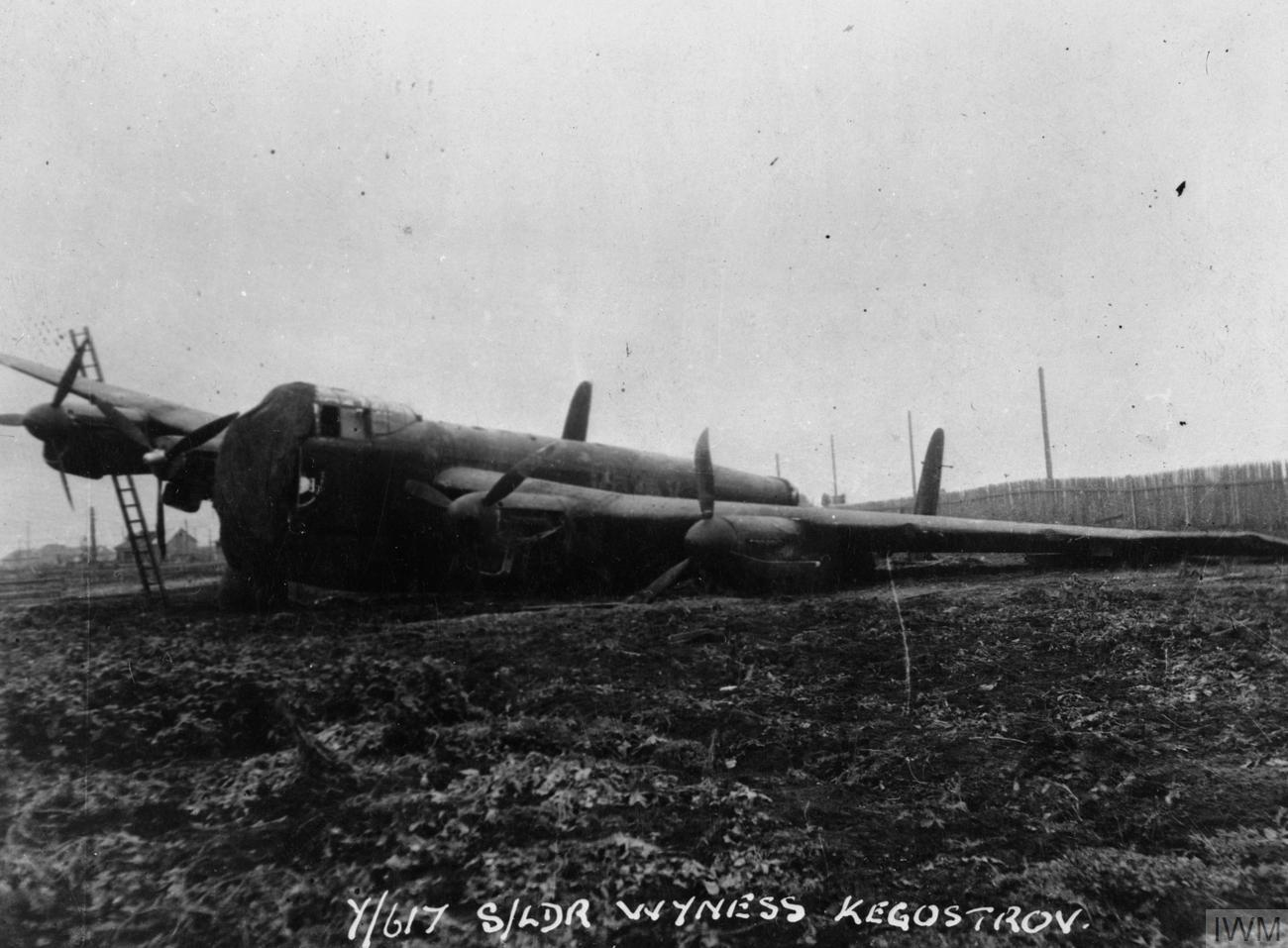
طائرة لانكستر من السرب رقم 617 والتي هبطت اضطراريًّا بالقرب من مستوطنة كيجوستروف أثناء رحلة الوحدة إلى الاتحاد السوفيتي

سارت رحلة طائرات لانكستر إلى ياجودنيك على ما يرام في البداية. بعد مغادرة قواعدها، طارت الطائرات الـ 39 شمالًا إلى شتلاند قبل أن تتجه شرقًا. خلال المراحل الأولى من الرحلة، اضطرت إحدى طائرات لانكستر من السرب رقم 9 إلى إلقاء قاذفتها الطويلة في بحر الشمال بعد أن انفصلت عن حاملتها؛ وعادت القاذفة إلى القاعدة. حلقت الطائرات المتبقية فوق السويد المحايدة حيث كان طاقم الطائرة، الذين أجرى معظمهم تحليقًا ليليًّا فقط فوق البلدان التي تنفذ أعمال قطع التيار الكهربائي، سعداء برؤية المدن مضاءة. بعد عبور خليج بوثنيا، واصلت طائرات لانكستر تحليقها فوق فنلندا باتجاه الاتحاد السوفيتي. تعرضت العديد من الطائرات لإطلاق النار من قبل الدفاعات المضادة للطائرات السويدية والفنلندية والسوفيتية، ولكن واحدة فقط تعرضت لأي ضرر.
على الرغم من توقعات بطقس جيد ما قبل المغادرة، واجهت القوة سحبًا كثيفة بعد دخول المجال الجوي الفنلندي؛ واستمر هذا لبقية الرحلة. جعلت الظروف الملاحة صعبة، وأجبرت الطيارين على الطيران على ارتفاع منخفض حتى يتمكنوا من استخدام الميزات على الأرض لتحديد موقعهم. تمكنت 26 طائرة لانكستر فقط من تحديد موقع ياجودنيك والهبوط هناك خلال صباح يوم 12 سبتمبر، بينما هبطت الطائرات الـ 13 الأخرى في مطارات أخرى أو تحطمت في أماكن مفتوحة. شُطبت خمس أو ست طائرات من الطائرات الأخيرة، واثنان من الطائرات السبع التي وصلت في النهاية إلى ياجودنيك تضررت بشدة بحيث لا يمكن استخدامها في العمليات.[ ملاحظة 3 ] وعلى الرغم من عدد حوادث الاصطدام، لم يُصب أي من الطيارين على متن هذه الطائرات. سجل ماكمولين أنه "كان من غير المعتاد أن يحدث عدد قليل جدًا من الحوادث" نظرًا للظروف المعاكسة، وأن غالبية الطائرات المرسلة كان من الممكن أن تُدمَّر.
بعد تركيزها في ياجودنيك، تجهزت قوة الهجوم لضرب كافجورد. قدم الموظفون السوفيت في المطار مساعدة كبيرة، ولكن لم يكن من الممكن إكمال عملية إعادة تزويد الطائرات بالوقود حتى 13 سبتمبر بسبب عدم كفاية المرافق. كما قام طاقم الأرض أيضًا بإصلاح بعض القاذفات التالفة، وفي بعض الحالات بأجزاء من الطائرات التي شُطبت. حصل الضباط البريطانيون وكبار ضباط الصف على المأوى في قارب، ونام جميع الأفراد الآخرين في أكواخ تحت الأرض مكتظة. كان كل من القارب والأكواخ موبوءة ببق الفراش، وتعرض جميع الطيارين تقريبًا للعض قبل أن يقوم ضابط طبي المفرزة بتطهير أماكن الإقامة.
بحلول صباح 14 سبتمبر، كانت 26 طائرة لانكستر من قوات الهجوم وطائرات وحدة الفيلم جاهزة؛ 20 منها مسلحة بقنابل تالبويز، والباقي بألغام JW. أقلعت طائرة موسكيتو متجهة إلى كافجورد الساعة 2:10. صباحًا، ولكن المغادرة المخطط لها للقاذفات في الساعة 8:00 أُلغيت الرحلة عندما عادت إلى ياجودنيك في الساعة 6:45 وأفادت أن الظروف فوق منطقة الهدف غير مناسبة. لبقية اليوم، قدم السوفيت الضيافة بما في ذلك غداء رسمي وبطولة كرة قدم وفيلم في تلك الليلة. انزعج بعض طياري الحلفاء لرؤية السجناء السياسيين يتعرضون للضرب من قبل المشرفين أثناء قيامهم بأعمال السخرة. استمر العمل على إصلاح طائرات لانكستر التالفة أيضًا في 14 سبتمبر، وكانت طائرة إضافية مسلحة بقنابل تالبوي جاهزة بحلول صباح اليوم التالي.
عُدِّلت خطط الغارة تعديلًا كبيرًا بينما كان السربان رقم 9 ورقم 617 ينتظران في ياجودنيك. كان من المقرر أن تُقلع طائرات لانكستر معًا، وتُحلِّق على ارتفاع منخفض حتى تصل إلى الحدود بين فنلندا والاتحاد السوفيتي لتجنب اكتشافها من محطات الرادار الألمانية الموجودة حول كيركينيس ثم سترتفع طائرة القوة أ إلى حوالي 20,000 قدم (6,100 م) والست قاذفات من القوة ب إلى 16,000 قدم (4,900 م). كانت ثلاث طائرات لانكستر من السرب رقم 9 تتقدم على المجموعة الرئيسية لتحديد حالة الرياح فوق كافجورد. وعندما وصلت المجموعة الرئيسية إلى موقع يبعد حوالي 60 ميل (97 كـم) من المضيق البحري، وعندها توقع البريطانيون أن الألمان سيكتشفون القاذفات، فتحركت طائرات لانكستر في تشكيلات هجومية وبدأت طلعاتها الجوية. وتقرر أن تهاجم جميع الطائرات في وقت واحد، على أن تحلق القوة "أ" في أربع مجموعات من خمس طائرات تقترب من كافجورد من الجنوب وتُسقط طائرات تالبويز من ارتفاعات تتراوح بين 18,000 قدم (5,500 م) و 14,000 قدم (4,300 م). كان من المقرر أن تطير القوة ب في خطين متتاليين، وتمر فوق المضيق من الجنوب الشرقي إلى الشمال الغربي، وتطلق ألغام JW من ارتفاع 12,000 قدم (3,700 م) و 10,000 قدم (3,000 م).

## هجوم
استطلع السرب رقم 540 موسكيتو كافجورد مرة أخرى في صباح يوم 15 سبتمبر، وفي الساعة 7:00 مساءً أفادت صحيفة ياجودنيك في وقتها أن الظروف كانت مناسبة لشن هجوم. بدأت القاذفات السبع والعشرون ووحدة لانكستر للأفلام في الإقلاع بعد ذلك بوقت قصير. حلقت الطائرات في تشكيل غير منظم وسارت الرحلة إلى شمال النرويج كما هو مخطط لها، على الرغم من إجبار ست طائرات لانكستر على الإلغاء والعودة إلى ياجودنيك. وعلى الرغم من مرورها بالقرب من عدة قواعد ألمانية، لم تتعرض القوة البريطانية للكشف ولم تكن هناك أي مقاتلات ألمانية تحلق فوق كافجورد وقت الهجوم.
اكتشف المدافعون عن كافجورد وجود طائرات لانكستر قبل وصولهم بعشر دقائق تقريبًا، وبدأ الستار الدخاني الواقي يتشكل عندما بدأ الهجوم في الساعة 10:55 صباحًا بتوقيت جرينتش. تمكنت المجموعة الأولى من طائرات لانكستر، بقيادة تايت، فقط من توجيه قنابلها نحو تيربيتز قبل أن يحجبها الدخان. يُعتقد أن القنبلة التي أُلقيت من طائرة تايت أصابت البارجة، وسقطت القنابل الأخرى التي أسقطتها هذه المجموعة في الماء. وجهت جميع طائرات القوة أ الأخرى قنابلها نحو نيران المدفعية المضادة للطائرات المتصاعدة من السفينة؛ وأسقطت 17 من هذه الأسلحة. قامت العديد من طائرات لانكستر بأكثر من مهمة واحدة فوق منطقة الهدف حيث سعى مصوبو القنابل إلى تحديد موقع تيربيتز أو حالت المشكلات الفنية دون إسقاط قنابلها الطويلة في المهمة الأولى.
بدأت القوة ب هجومها بعد أن أكملت قاذفات لانكستر هجومها حتى لا تؤدي موجات الصدمة من انفجارات القنابل إلى تفجير ألغام JW قبل الأوان. ونظرًا لعدم تمكن أي من طاقم القوة ب من رصد تيربيتز بسبب الستار الدخاني، فقد أسقطوا الألغام على الموقع المقدر للسفينة الحربية. لم تسبب هذه الأسلحة أي ضرر. منع الستار الدخاني فوق كافجورد طاقم الحلفاء من تقييم نتائج قصفهم، على الرغم من ملاحظة العديد من فوهات المياه الكبيرة والانفجارات.  كما سُرر تيت برؤية عمود من الدخان الأسود يتصاعد من خلال الستار الدخاني. هبطت بعض القنابل والألغام على بعد ميل واحد من السفينة الحربية. فتحت مدافع تيربيتز المضادة للطائرات و98 مدفعًا آخر موجودة في بطاريات الشاطئ والسفن الحربية القريبة النار على القاذفات طوال الهجوم، ولكن لم تلحق أي أضرار سوى بأربع سفن لانكستر.
كانت جميع طائرات لانكستر قد أكملت هجماتها بحلول الساعة 11:07 في تمام الساعة 11:00 صباحًا بتوقيت غرينتش، بدأت القاذفات الـ 21 رحلة العودة إلى ياجودنيك. أعادت طائرة القوة أ، التي لم تتمكن من القصف، قنابلها من طراز تالبويز. لم تشهد هذه الرحلة أي أحداث، وهبطت جميع طائرات لانكستر الـ 27 في ياجودنيك مساءً.  حلقت طائرة وحدة الفيلم مباشرة من كافجورد إلى المملكة المتحدة، ووصلت إلى محطتها الرئيسية بعد رحلة استغرقت خمس عشرة ساعة ونصف؛ وكانت هذه أطول مهمة تشغيلية لطائرات لانكستر في الحرب العالمية الثانية.
قامت الطائرة موسكيتو بمهمة استطلاعية فوق كافجورد بعد ظهر يوم 15 سبتمبر، ووصلت في حوالي الساعة 1:30 الساعة 12:00 مساءً بتوقيت غرينتش. وجد طاقمها أن المضيق البحري كان مغطًى بالغيوم والدخان. تمكنوا من رؤية تيربيتز لفترة وجيزة، وأفادوا بعدم وجود أي ضرر واضح في البارجة التي ظلت طافية. أجرت موسكيتو المزيد من الطلعات الاستطلاعية في 16 سبتمبر، لكن المضيق البحري كان محجوبًا تمامًا في جميع المناسبات. فكر ماكمولين في شن هجوم ثانٍ، لكنه قرر عدم القيام بذلك نظرًا لتوفر قنبلتين تولبوي وحمولة واحدة من ألغام JW فقط.

## العواقب
أصبحت تيربيتز غير صالحة للقتال من خلال عملية بارافان. مرت قنبلة تولبوي التي أصابت البارجة عبر مقدمة السفينة وبدنها، وانفجرت في الماء على الجانب الأيمن من مقدمتها. أدى هذا الضرر إلى تدمير المقدمة، وترك المقصورات الأمامية للسفينة الحربية مغمورة بـ 2000 طن من الماء. كما أدت انفجارات العديد من قنابل تالبوي الأخرى في الماء بالقرب من تيربيتز إلى انبعاج بعض صفائح بدنها وحواجزها. لم تكن خسائر البارجة كبيرة، حيث قُتل خمسة رجال وجُرح خمسة عشر. وقد قُيم الضرر على أنه يحتاج إلى تسعة أشهر من العمل لإصلاحه. بعد الإبلاغ عن الضرر، أوصى قائد تيربيتز، كابيتان تسور سي فولف يونجه، القيادة العليا للبحرية الألمانية بإخراج البارجة من الخدمة.
عادت قوة الهجوم إلى المملكة المتحدة في عدة مجموعات. قاد تيت 16 طائرة لانكستر من ياجودنيك في مساء يوم 16 سبتمبر؛ حلقت معظم هذه الطائرات فوق جنوب فنلندا والسويد والدنمارك. انحرفت إحدى طائرات لانكستر عن مسارها وتحطمت على جبل بالقرب من نيسبين في النرويج، مما أسفر عن مقتل جميع أفراد الطاقم الجوي الأحد عشر الذين كانوا على متنها، وهم الضحايا الوحيدون للحلفاء في عملية بارافان. غادرت تسع طائرات لانكستر أخرى في 17 سبتمبر، تلاها خمس طائرات في اليوم التالي واثنتان في 21 سبتمبر. وقد حُكم على طائرات لانكستر المتبقية بأنها تالفة إلى حد لا يمكن إصلاحه، وسُلمت إلى السوفيت. عادت طائرة موسكيتو، التي تضررت بنيران مضادة للطائرات أثناء طلعة جوية فوق كافجورد، بمجرد اكتمال الإصلاحات في 26 سبتمبر. كانت طائرتا ليبراتور هما الطائرتان الأخيرتان اللتان غادرتا، وانطلقتا من ياجودنيك وعلى متنهما ماكمولين في 27 سبتمبر.
في أعقاب الهجوم، سعت أجهزة الاستخبارات البريطانية إلى تحديد مدى الضرر الذي أصاب تيربيتز. وفي أواخر سبتمبر، أفاد عملاء جهاز المخابرات النرويجي في منطقة كافجورد أن السفينة الحربية أصيبت بقنبلة ويبدو أنها تضررت. كما ذكرت إشارات الراديو الألمانية المعترضة والتي جرى فك شفرتها يومي 25 و29 سبتمبر أن تيربيتز تعرضت لضربة واحدة من قنبلة كبيرة. وأشارت الصور التي التقطتها سرب موسكيتو رقم 540 وطائرة سوفيتية في 20 سبتمبر إلى أن مقدمة السفينة قد تضررت، على الرغم من أنه لم يكن من الممكن تحديد مدى الضرر. واستنادًا إلى هذه الأدلة، خلص قسم الاستخبارات البحرية التابع للبحرية الملكية في 30 سبتمبر إلى أن تيربيتز قد أصيبت "على الأرجح" بقنبلة تولبوي وربما تضررت أكثر بسبب حوادث قريبة، وأن الضرر الذي لحق بالسفينة ربما كان "جسيمًا" وجعلها غير قادرة على الإبحار. وكان تقرير من وكيل نرويجي في 30 سبتمبر أكثر تحديدًا، حيث ذكر أن تيربيتز تعرضت لضربة مباشرة، مما أدى إلى فتح فجوة 17-متر (56 قدم) في مقدمتها. ولم تُقدّم تقاريرُ العملاء الإضافية في أوائل أكتوبر أدلةً جديدةً تُذكر. وبحلول أواخر أكتوبر، ومع عدم وجود سفن حربية ألمانية رئيسية في كافجورد، غادر العملاء الذين يُشغّلون جهاز الإرسال "أسلاوج" المنطقة، مرسلين آخر إرسالٍ لهم إلى المملكة المتحدة في 22 أكتوبر. وشقّ مو وأريلد طريقهما سيرًا على الأقدام عبر هضبة فينماركسفيدا إلى كاوتوكينو، ومن هناك عبر فنلندا إلى كاريسواندو في السويد، ووصلا في 5 ديسمبر. نفّذ العملاء المسيرة دون إمداداتٍ غذائية، إذ توقّفت عملية كاربتباجر عن استخدام القواعد الجوية السوفيتية بعد إسقاط طائرة ليبراتور عن غير قصد من مقاتلة سوفيتية خلال عملية لاحقة إلى فينمارك بعد وقت قصير من دخول مو وأريلد.
عُقد اجتماع في برلين في 23 سبتمبر، حضره الأميرال كارل دونيتز، قائد البحرية الألمانية، لمناقشة الأضرار التي لحقت بسفينة تيربيتز. أُبلغ دونيتز أن إصلاح السفينة سيستغرق تسعة أشهر، وأن جميع الأعمال يجب أن تُنجز في كافجورد، لأن البارجة ستكون عرضة للخطر الشديد إذا حاولت الإبحار إلى ميناء رئيسي. ومع تقدم القوات السوفيتية بسرعة نحو شمال النرويج، رأى دونيتز أنه من غير المجدي إعادة السفينة إلى الخدمة البحرية أو الاحتفاظ بها في كافجورد. وبدلًا من ذلك، قرر استخدام تيربيتز كبطارية مدفعية عائمة للدفاع عن مدينة ترومسو. كما أعرب دونيتز عن أمله في أن استمرار عمل السفينة سيُمكّنها من "مواصلة كبح جماح قوات العدو، ومن خلال وجودها..." ... إرباك نوايا الأعداء". وبناءً على ذلك، صدر توجيه لقائد قوة المهام التابعة للبحرية الألمانية في شمال النرويج، الأميرال رودولف بيترز، لتثبيت تيربيتز في موقع بالقرب من ترومسو حيث كانت المياه ضحلة بما يكفي لمنع البارجة من الغرق تمامًا إذا تعرضت لمزيد من الضرر.
نظرًا لأن المعلومات الاستخباراتية المتاحة لهم لم تكن قاطعة، اعتقد الحلفاء أن تيربيتز لا تزال تشكل تهديدًا محتملًا.  وبناءً على ذلك، شن السربان رقم 9 و617 هجومين آخرين على البارجة بعد انتقالها إلى ترومسو في 15 أكتوبر؛ كانت هذه العمليات أكثر سهولة في التنفيذ من عملية بارافان حيث كان الميناء ضمن نطاق طائرات لانكستر التي كانت تحلق من المطارات في شمال اسكتلندا. وقعت الغارة الأولى، عملية أوبفيت، في 29 أكتوبر ولكنها تسببت في أضرار طفيفة فقط للسفينة الحربية. وخلال الهجوم اللاحق الذي أجري في 12 نوفمبر، عملية كاتكيزم، أصيبت تيربيتز بعدة قنابل تولبوي وانقلبت مع خسائر فادحة في الأرواح بين أفراد طاقمها.

### الاستشهادات
1. ↑  Ellis 1999، صفحات 294–295.
2. ↑  Bennett 2012، صفحة 9.
3. ↑  Faulkner & Wilkinson 2012، صفحة 109.
4. ↑  Sweetman 2000، صفحات 14–16.
5. ↑  Sweetman 2000، صفحات 16–17, 170.
6. ↑  Sweetman 2000، صفحة 27.
7. ↑  Sweetman 2000، صفحات 31–33, 170.
8. ↑  Sweetman 2000، صفحات 33–34, 170.
9. ↑  Sweetman 2000، صفحة 43.
10. ↑  Sweetman 2000، صفحات 46–47.
11. ↑  Herington 1954، صفحات 295–297.
12. ↑  Sweetman 2000، صفحة 51.
13. ↑  "618 Squadron". Historical Structure of the Royal Air Force. Royal Air Force. مؤرشف من الأصل في 28 أغسطس 2016. اطلع عليه بتاريخ 30 يوليو 2016.
14. ↑  Sweetman 2000، صفحات 51–52.
15. ↑  Sweetman 2000، صفحة 52.
16. ↑  Tactical, Torpedo and Staff Duties Division (Historical Section) 2012، صفحة 135.
17. ↑  Sweetman 2000، صفحة 53.
18. ↑  Bishop 2012، صفحة 295.
19. ↑  Woodman 2004، صفحة 340.
20. ↑  Bennett 2012، صفحات 14–17.
21. ↑  Garzke & Dulin 1985، صفحة 267.
22. ↑  Roskill 1961، صفحات 156, 170.
23. ↑  Roskill 1961، صفحات 159–161.
24. ↑  Roskill 1961، صفحات 156, 161.
25. ↑  Sweetman 2000، صفحات 86–87.
26. ↑  Roskill 1961، صفحة 156.
27. ↑  Sweetman 2000، صفحة 88.
28. ↑  Bishop 2012، صفحات 317, 319.
29. ↑  Bishop 2012، صفحة 319.
30. ↑  Sweetman 2000، صفحة 89.
31. ↑  Sweetman 2000، صفحة 95.
32. ↑  Sweetman 2000، صفحة 92.
33. ↑  Sweetman 2000، صفحات 92–93.
34. ↑  Sweetman 2000، صفحات 92, 94.
35. ↑  Sweetman 2000، صفحات 95–96.
36. ↑  Sweetman 2000، صفحة 97.
37. ↑  Harrington 2015، صفحات 105, 108.
38. ↑  Sweetman 2000، صفحات 97–98.
39. ↑  Sweetman 2000، صفحة 99.
40. 1 2 3  Sweetman 2000، صفحة 101.
41. ↑  Sweetman 2000، صفحة 98.
42. 1 2  Bishop 2012، صفحة 331.
43. 1 2 3  Brown 1977، صفحة 41.
44. ↑  Nøkleby 1988، صفحة 112.
45. ↑  Hafsten et al. 2005، صفحات 261–262.
46. ↑  Nøkleby 1988، صفحات 112–113.
47. ↑  Pedersen 1982، صفحة 114.
48. ↑  Ulstein 1992، صفحة 94.
49. ↑  Nøkleby 1988، صفحة 113.
50. ↑  Bishop 2012، صفحات 328–329.
51. 1 2 3  Sweetman 2000، صفحة 100.
52. 1 2  Bishop 2012، صفحة 329.
53. 1 2  Bishop 2012، صفحة 330.
54. 1 2  Nichol 2015، صفحة 198.
55. ↑  Sweetman 2000، صفحة 106.
56. ↑  Webster & Frankland 1961، صفحة 193.
57. 1 2  Sweetman 2000، صفحات 116–117.
58. 1 2 3  Sweetman 2000، صفحة 107.
59. ↑  Bishop 2012، صفحة 332.
60. ↑  Bishop 2012، صفحات 332–333.
61. ↑  Sweetman 2000، صفحات 108–109.
62. ↑  Sweetman 2000، صفحات 107–108.
63. ↑  Nichol 2015، صفحة 207.
64. 1 2  Sweetman 2000، صفحة 111.
65. ↑  Sweetman 2000، صفحات 109–111.
66. ↑  Bishop 2012، صفحات 335–336.
67. ↑  Sweetman 2000، صفحة 119.
68. ↑  Nichol 2015، صفحة 208.
69. 1 2 3  Sweetman 2000، صفحة 112.
70. ↑  Webster & Frankland 1961، صفحة 194.
71. 1 2 3  Bishop 2012، صفحة 338.
72. 1 2 3  Sweetman 2000، صفحات 113–114.
73. ↑  Roskill 1961، صفحة 162.
74. 1 2  Zetterling & Tamelander 2009، صفحة 293.
75. ↑  Sweetman 2000، صفحة 120.
76. ↑  Sweetman 2000، صفحة 115.
77. ↑  Nichol 2015، صفحة 211.
78. ↑  Bishop 2012، صفحة 339.
79. 1 2  Sweetman 2000، صفحة 121.
80. 1 2  Garzke & Dulin 1985، صفحة 268.
81. ↑  Sweetman 2000، صفحات 115–116.
82. ↑  Zetterling & Tamelander 2009، صفحة 294.
83. 1 2  Sweetman 2000، صفحات 117–118.
84. ↑  Hinsley 1984، صفحة 277.
85. ↑  Sweetman 2000، صفحة 118.
86. ↑  Christensen 1990، صفحات 254–255.
87. ↑  Ulstein 1992، صفحة 469.
88. ↑  Rørholt & Thorsen 1990، صفحات 399–400.
89. ↑  Bishop 2012، صفحات 340–341.
90. ↑  Bishop 2012، صفحة 341.
91. ↑  Zetterling & Tamelander 2009، صفحة 295.
92. ↑  Bennett 2012، صفحة 19.
93. ↑  Bennett 2012، صفحات 19–21.

### الأعمال المستشهد بها
- Bennett، G.H. (2012). "Introduction". في Bennett, G.H. (المحرر). Hunting Tirpitz: Naval Operations Against Bismarck's Sister Ship. Plymouth, Devon: University of Plymouth Press. ص. 7–25. ISBN:978-1-84102-310-6.
- Bishop، Patrick (2012). Target Tirpitz. London: Harper Press. ISBN:978-0-00-743119-9.
- Brown، David (1977). Tirpitz: The Floating Fortress. London: Arms and Armour Press. ISBN:0-85368-341-7.
- Christensen, Dag (1990). Den skjulte hånd: historien om Einar Johansen – britenes toppagent i Nord-Norge under krigen [The Hidden Hand: The story of Einar Johansen – the top agent of the British in northern Norway during the war] (بالنرويجية). Oslo: Damm. ISBN:82-517-9982-1.
- Ellis، John (1999). One Day in a Very Long War: Wednesday 25th October 1944 (ط. Pimlico). London: Pimlico. ISBN:0-7126-7465-9.
- Faulkner، Marcus؛ Wilkinson، Peter (2012). War at Sea: A Naval Atlas, 1939–1945. Annapolis, Maryland: Naval Institute Press. ISBN:978-1-59114-560-8.
- Garzke، William H.؛ Dulin، Robert O. (1985). Battleships: Axis and Neutral Battleships in World War II. Annapolis, Maryland: Naval Institute Press. ISBN:978-0-87021-101-0.
- Hafsten, Bjørn; Larsstuvold, Ulf; Olsen, Bjørn; Stenersen, Sten (2005). Flyalarm – luftkrigen over Norge 1939–1945 [Air Alert – the Air War over Norway 1939–1945] (بالنرويجية) (2nd, revised ed.). Oslo: Sem & Stenersen Forlag. ISBN:82-7046-074-5.
- Harrington، Janine (2015). RAF 100 Group: The Birth of Electronic Warfare. Stroud, United Kingdom: Fonthill Media. ISBN:9781781554586.
- Herington، John (1954). Air War Against Germany and Italy, 1939–1943. Australia in the War of 1939–1945. Series 3 – Air. Volume III. Canberra: Australian War Memorial. OCLC:569627837. مؤرشف من الأصل في 2025-06-21.
- Hinsley، F.H.؛ وآخرون (1984). British Intelligence in the Second World War: Its Influence on Strategy and Operations. Volume Three, Part I. History of the Second World War. London: Her Majesty's Stationery Office. ISBN:0-11-630935-0.
- Nichol، John (2015). After the Flood: What the Dambusters Did Next. London: William Collins. ISBN:978-0-00-810084-1.
- Nøkleby, Berit (1988). Pass godt på Tirpitz! – norske radioagenter i Secret Intelligence Service 1940–1945 [Look well after Tirpitz! – Norwegian radio agents in the Secret Intelligence Service 1940–1945] (بالنرويجية). Oslo: Gyldendal. ISBN:82-05-17705-8.
- Nøkleby, Berit (1995). "Secret Intelligence Service, SIS". In Dahl; Hjeltnes; Nøkleby; Ringdal; Sørensen (eds.). Nasjonalbiblioteket. Norsk krigsleksikon 1940–1945 (بالنرويجية). Oslo: Cappelen. ISBN:82-02-14138-9.
- Pedersen, Gunnar (1982). Militær motstand i nord 1940–45 : jakten på Tirpitz, Arnøytragedien, Operasjon MARTIN og SEPALS [Military resistance in the north from 1940 to 1945: The Hunt for Tirpitz, the Arnøy tragedy, Operation MARTIN and SEPALS] (بالنرويجية). Tromsø: Universitetsforlaget. ISBN:82-00-06328-3.
- Rørholt, Bjørn; Thorsen, Bjarne (1990). Usynlige soldater: nordmenn i Secret Service forteller [Invisible Soldiers: Norwegians in the Secret Service relate] (بالنرويجية). Oslo: Aschehoug. ISBN:82-03-16046-8.
- Roskill، S.W. (1961). The War at Sea 1939–1945. Volume III: The Offensive Part II. History of the Second World War. London: Her Majesty's Stationery Office. OCLC:59005418.
- Sweetman، John (2000). Tirpitz: Hunting the Beast: Air Attacks on the German Battleship, 1940–44. Annapolis, Maryland: Naval Institute Press. ISBN:1-55750-822-4.
- Tactical, Torpedo and Staff Duties Division (Historical Section) (2012) [1944]. "Naval Aircraft Attack on the Tirpitz (Operation 'Tungsten') 3 April 1944". في Bennett, G.H. (المحرر). Hunting Tirpitz: Naval Operations Against Bismarck's Sister Ship. Plymouth, United Kingdom: University of Plymouth Press. ص. 133–177. ISBN:978-1-84102-310-6.
- Ulstein, Ragnar (1992). "Etterretningstjenesten i Norge 1940–45. 3: Nettet strammes". Etterretningstjenesten i Norge 1940–45 [The Intelligence Service in Norway 1940–1945] (بالنرويجية). Oslo: Cappelen. Vol. 3. ISBN:82-02-13822-1.
- Webster، Charles؛ Frankland، Noble (1961). The Strategic Air Offensive Against Germany, Volume III: Victory. History of the Second World War. London: Her Majesty's Stationery Office. OCLC:614956318.
- Woodman، Richard (2004). The Arctic Convoys: 1941–1945 (ط. Paperback). London: John Murray. ISBN:0-7195-6617-7.
- Zetterling، Niklas؛ Tamelander، Michael (2009). Tirpitz: The Life and Death of Germany's Last Super Battleship. Philadelphia: Casemate. ISBN:978-1-935149-18-7.